# Cratere Tornarsuk
Tornarsuk è un cratere sulla superficie di Callisto.